# Campionati europei di 49er & 49er FX 2008
I Campionati europei di 49er & 49er FX 2008 si sono svolti a Palma di Maiorca, in Spagna, dal 22 al 30 marzo.

## Podi
| Evento | Oro                                   | Argento                              | Bronzo                              |
| 49er   | Spagna Iker Martínez Xabier Fernández | Spagna Arturo Alonso Federico Alonso | Ucraina Rodion Luka Heorhi Leonchuk |

## Medagliere
| Posiz. | Nazione | Oro | Argento | Bronzo | Totale |
| ------ | ------- | --- | ------- | ------ | ------ |
| 1      | Spagna  | 1   | 1       | 0      | 2      |
| 2      | Ucraina | 0   | 0       | 1      | 1      |
| Totale | Totale  | 1   | 1       | 1      | 3      |